# كانداس فوغلر
كانداس فوغلر (بالإنجليزية: Candace Vogler)‏ هي مقالاتية وفيلسوفة أمريكية، ولدت في القرن العشرين.